# Down Down (canción)
«Down Down» es una canción de la banda británica de rock Status Quo, incluida como la sexta pista del álbum On the Level de 1975. El 29 de noviembre de 1974 se publicó como su único sencillo, a través de Vertigo Records.
En la actualidad sigue siendo una de sus canciones más populares y a su vez una de las más exitosas. Por ejemplo, en el Reino Unido alcanzó el primer lugar en la lista UK Singles Chart, convirtiéndose hasta el día de hoy en el único sencillo de la banda en lograr dicha posición. Además y a principios de 1975, fue certificado con disco de plata en el país inglés luego de vender más de 200 000 unidades.

## Otras apariciones
En 1986 el músico Bob Young, coescritor de la canción, la regrabó en estilo música country para su disco In Quo Country. En el 2002 el DJ John Peel, generalmente la tocaba en sus presentaciones como parte de sus DJ sets. En julio de 2012 Status Quo reescribió las líricas de la canción para un comercial de la cadena australiana de supermercados Coles. Esta versión exclusiva destacó por su coro, que decía «down down, prices are down» y que además de aparecer en la televisión australiana, también fue subida a Youtube.

## Músicos
- Francis Rossi: voz y guitarra líder
- Rick Parfitt: guitarra rítmica
- Alan Lancaster: bajo
- John Coghlan: batería